# Rue Félix-Poulat
La rue Félix Poulat est une voie publique de la commune française de Grenoble. Elle est située dans le quartier de l'Hyper-centre.

## Situation et accès

### Situation
Cette voie, relativement courte, est entièrement parcourue par une double voie de tramway. Avec la rue Molière, elle permet de relier la Place Grenette à  la place Victor-Hugo.
Cette voie piétonne débute à l'angle de la rue Raoul Blanchard et de la Place Grenette et se termine rue Molière (angle de la rue de Sault et du parvis de l'abbé Pierre), au niveau du numéro 7 de la rue.
La rue, comprise dans la zone piétonne de la ville, au cœur de la principale zone commerciale de la ville, est accessible aux passants depuis n'importe quel point de ce quartier et du quartier Notre-Dame, le plus ancien de Grenoble.

### Accès
La rue Félix-Poulat est principalement desservie par les lignes A et B et D du tramway de Grenoble. Les stations les plus proches sont situées de chaque côté de cette rue et se dénomme Victor Hugo (située rue Molière en prolongement de la rue Félix-Poulat vers l'ouest) et Hubert Dubedout - Maison du Tourisme (situé rue Raoul Blanchard en prolongement de la rue Félix-Poulat vers l'est) .

## Origine du nom
Cette rue a reçu le nom de Félix Poulat (1846 - 1896), ancien maire de Grenoble, élu le 17 mai 1896.

## Historique

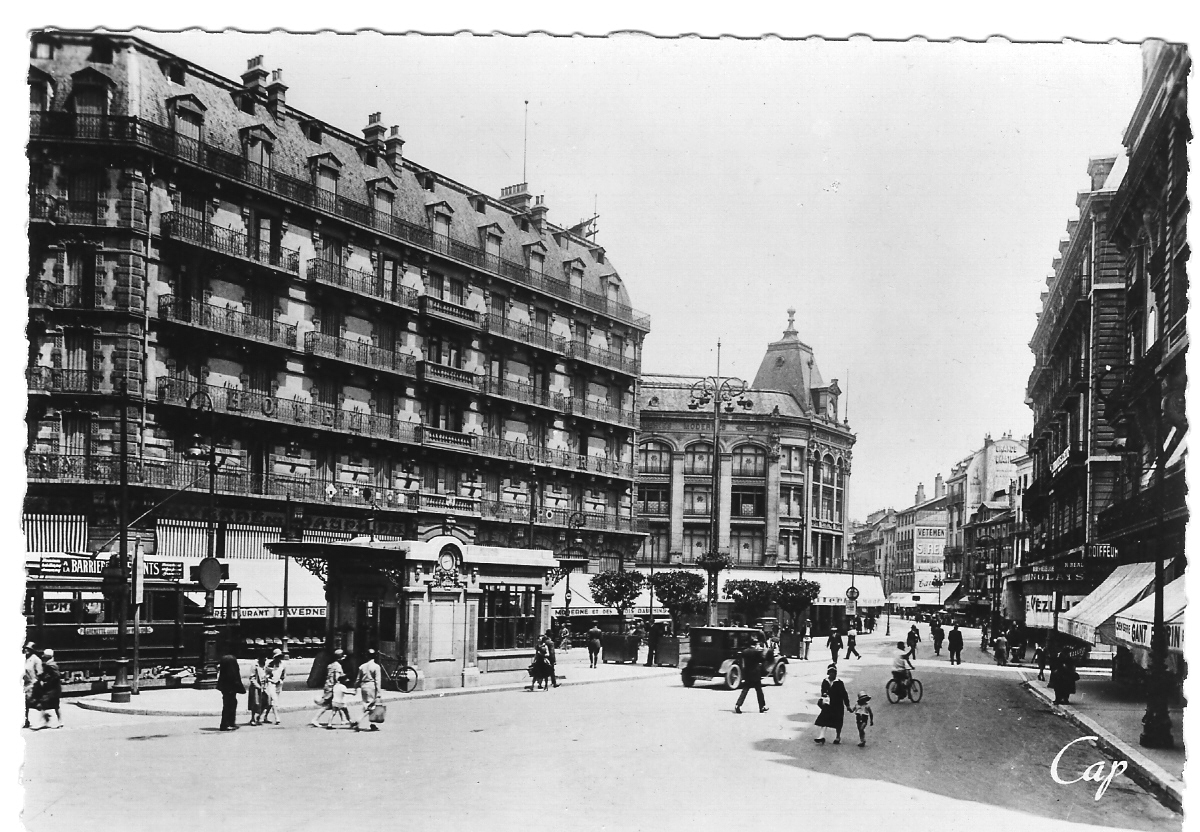
Rue Félix-Poulat au début du XXe siècle

L'emplacement de l'actuelle rue correspond approximativement à l'ancienne rue Ragny au XVIIe siècle, du nom du lieutenant général au gouvernement du Dauphiné et qui devint la rue Martiale durant la Révolution française, en raison de sa proximité avec les casernes (dites « de Bonne ») situées sur l'actuelle place Victor-Hugo. 
Elle fut ensuite dénommée rue Saint-Louis, car elle était latérale aux murs de l'église du même nom, achevée en 1699. Cette rue très étroite constituait un goulot d'étranglement entre la rue Molière (au niveau de la rue Créqui, future rue de Sault) et la place Grenette. Afin de lui donner les mêmes dimensions que les voies situées dans son axe, la municipalité fit procéder, dès la fin du XIXe siècle à de nombreuses expropriations, démolitions d'immeubles, faisant également disparaitre la petite place Saint-Louis, située devant le porche de l'église. 
Une trouée de la même largeur que la place Grenette, soit 24 mètres, fut ainsi réalisée au bout de deux ans et c'est en 1902 que fut inaugurée la rue Félix-Poulat en l'honneur de son ancien maire, disparu prématurément à la suite d'un accident de la circulation.
La mise en service du tramway par la SGTE dans la rue Félix Poulat date de la même période avec l'instauration de la ligne Grenoble - Voreppe, alors que le nouvel aménagement de la rue n'est pas encore terminé.

## Bâtiments remarquables et lieux de mémoire

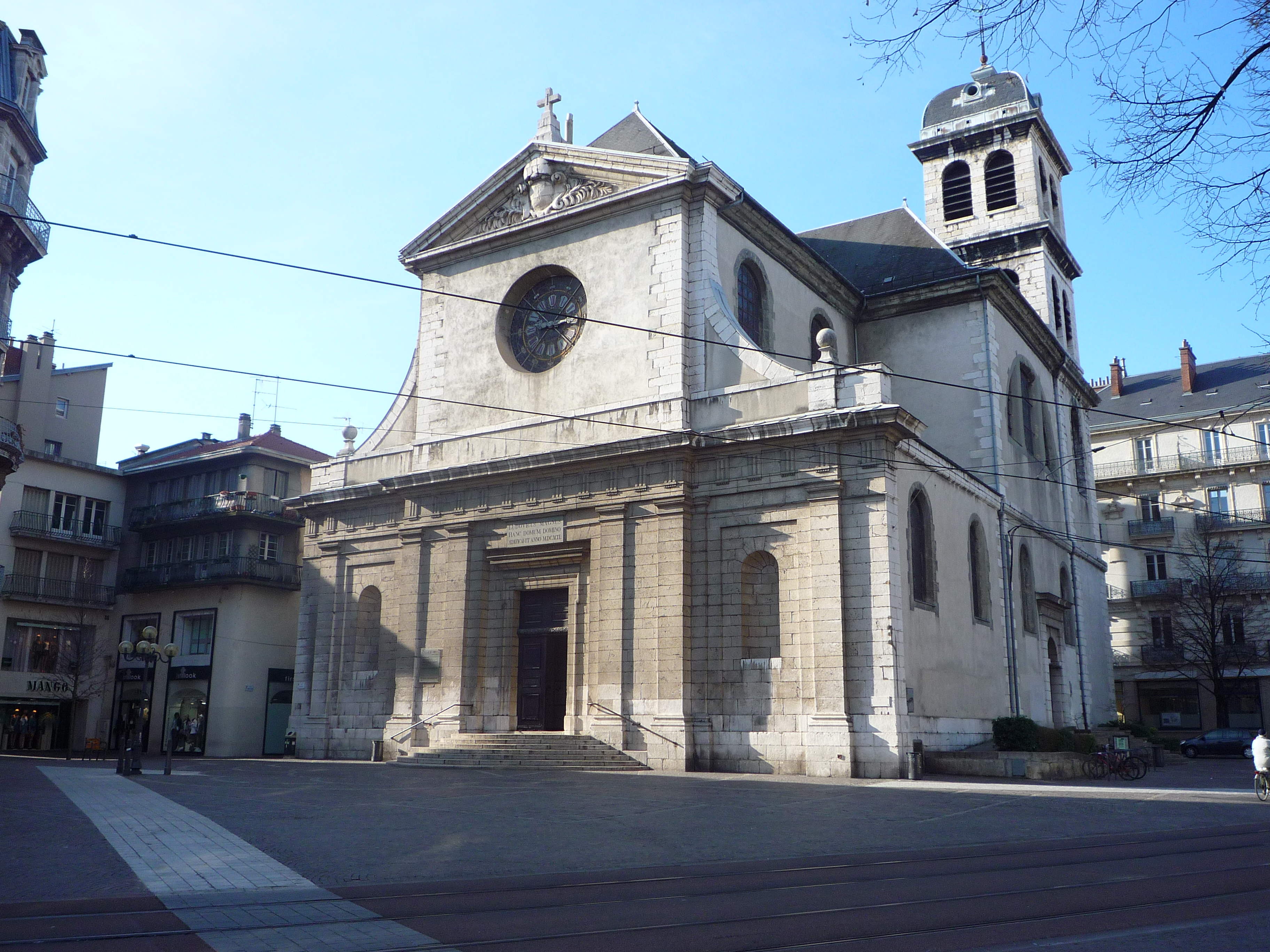
Église Saint-Louis depuis la rue Félix-Poulat

Avant son intersection avec la rue Molière (marquée par le passage vers la rue de l'abreuvoir), le promeneur peut découvrir l'église Saint-Louis de Grenoble. Celle-ci se situe du côté impair et son escalier permettant d'accéder au porche se situe sur la rue Félix Poulat.
- No 2 : l'hôtel de la Cité est un édifice typique du XIXe siècle présentant une somptueuse et importante cour intérieure en raison de sa décoration (dallage de pierres noires et blanches en losange) et de ses dimensions car il permettait le passage d'une diligence et de ses chevaux[5].

- No 4 : l'immeuble dit des « Trois Dauphins » était un hôtel réputé avec un restaurant bien connu, transformé en un centre commercial. Les grenoblois les plus anciens disaient la phrase « devant les Trois Dauphins » pour indiquer la Rue Félix Poulat[6].

- No 6 : l'immeuble dit « aux éléphants » dont la façade est entièrement constitué en ciment moulé en modénature fut le siège directorial d'une ancienne entreprise de fabrication de ciments. La présence de têtes d'éléphants moulés soutenant les oriels lui a donné ce surnom[7]. L'immeuble fut achevé en 1903[8].